# オッターナ
オッターナ（イタリア語: Ottana）は、イタリア共和国サルデーニャ自治州ヌーオロ県にある、人口約2,300人の基礎自治体（コムーネ）。

## 地理

### 位置・広がり

#### 隣接コムーネ
隣接するコムーネは以下の通り。括弧内のORはオリスターノ県所属を示す。
- ボロータナ
- ノラグーグメ
- オルツァーイ
- オラーニ
- サルーレ
- セーディロ (OR)